# Elfrida
Elfrida (Ælfthryth) nació en el castillo de Lydford, Devon, en el año 945, siendo la hija del conde Ordgar, justicia de Devon. Su primer esposo fue el caballero Ethelbaldo, justicia de Anglia del Este, el cual fue asesinado por el rey Edgar el Pacífico de Inglaterra para poder obtener la mano de la viuda, siendo la propia Elfrida cómplice del crimen (964).
Fue coronada junto a su esposo como reina de Inglaterra en la abadía de Bath, el 11 de mayo de 973, siendo la segunda reina sajona en recibir tal honor -la primera había sido Judit, la segunda mujer del rey Ethelwulfo-.
Muerto el rey (8 de julio de 975), Elfrida trata de que la corona pase a su único hijo superviviente, Etelredo, en lugar de a su hijastro Eduardo, basándose para ello en que Etelredo había nacido de una reina ungida y consagrada, mientras que la madre de Eduardo nunca fue coronada. Pero al final -y gracias al fuerte apoyo de San Dunstán, entre otros- la Witan confirma a Eduardo como nuevo rey. Entonces, la reina viuda y su hijo se retiran al castillo de Corfe.
Allí vivían cuando, el 18 de marzo de 978, el joven rey Eduardo decide visitarla a ella y a su medio hermano, aprovechando que estaba de cacería en los alrededores.
Mientras le ofrece una copa de aguamiel para refrescarse al pie de la torre del castillo, aprovecha la distracción del rey para ordenar a uno de sus escuderos que propinara a Eduardo una puñalada por la espalda. Asustado su caballo y habiéndose atorado su pie en el estribo de la cabalgadura, Eduardo es arrastrado por el animal hasta matarlo.

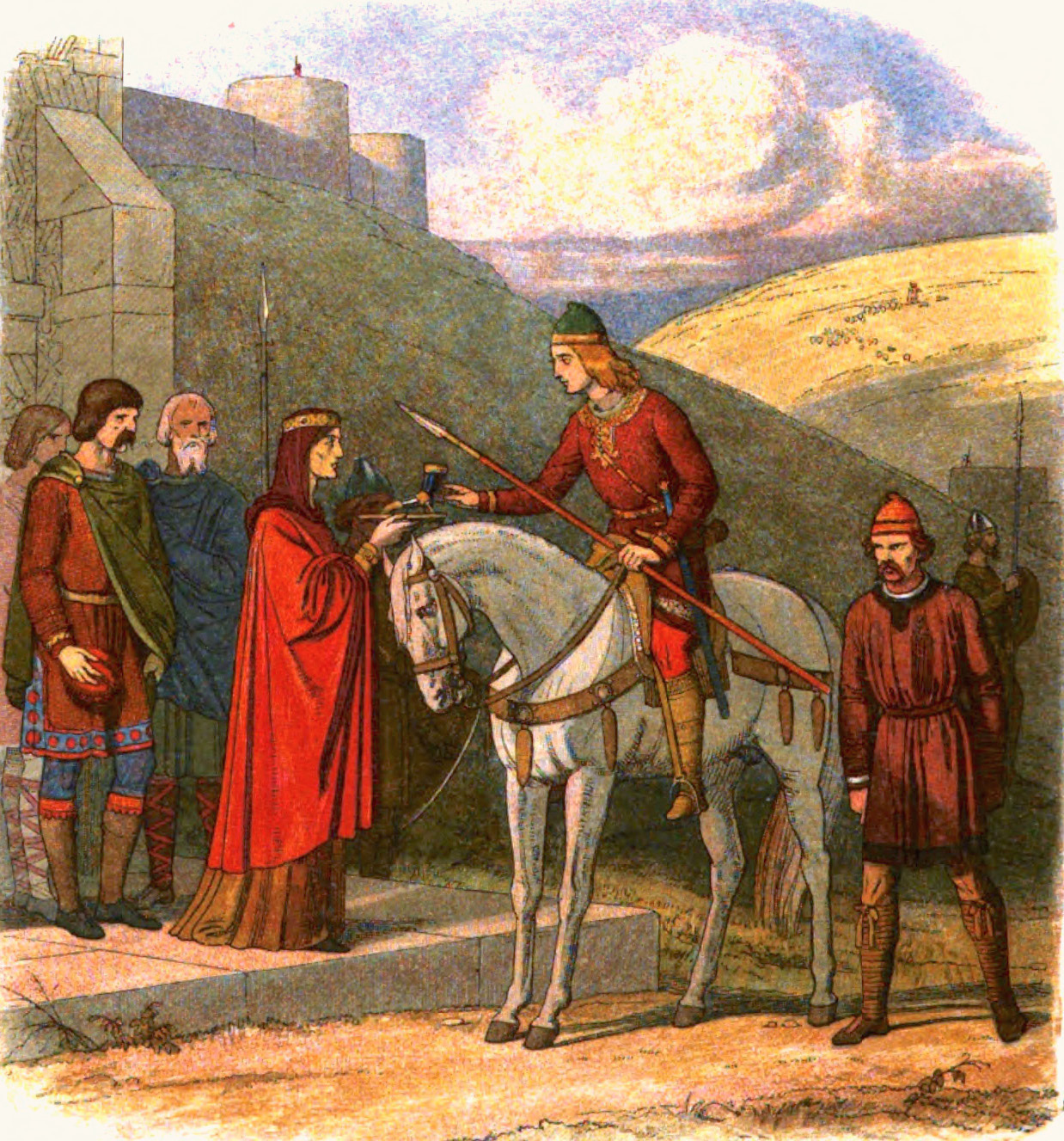
Eduardo asesinado en Corfe. James William Edmund Doyle (1864).

Consumida por los remordimientos luego de ver la serie de milagros que ocurrían en nombre del asesinado rey, Elfrida se hace monja en la abadía benedictina de Santa Maria y San Melor, cerca a Amesbury, Salisbury, fundado por ella, según lo dijo, para expiar sus terribles pecados. En 986 había fundado también la abadía de Wherwell, Hampshire, donde murió el 17 de noviembre de 1002, a los 57 años de edad, siendo sepultada allí mismo.